# Senotainia vigilans
Senotainia vigilans är en tvåvingeart som beskrevs av Allen 1924. Senotainia vigilans ingår i släktet Senotainia och familjen köttflugor. Inga underarter finns listade i Catalogue of Life.